# Assemblée d'Anguilla
13e législature
L'Assemblée d'Anguilla (en anglais : Anguilla House of Assembly) est le parlement monocaméral d'Anguilla, un territoire d'outre-mer du Royaume-Uni.

## Système électoral

### Depuis 2018
L'assemblée est composée de 13 sièges renouvelés tous les cinq ans dont 7 pourvus au scrutin majoritaire uninominal à un tour dans autant de circonscriptions et 4 au vote unique non transférable dans une unique circonscription couvrant l'ensemble du territoire. L'électeur dispose de deux voix qu'il attribue à un candidat de sa circonscription et à un autre de celle territoriale. Dans les deux cas, le ou les candidats ayant recueilli le plus de voix remporte le nombre de sièges à pourvoir. Enfin, deux autres sièges sont réservés ex officio au président de la chambre et au Procureur général s'ils n'en sont pas déjà membres, ce qui est le plus souvent le cas,.
Les électeurs obtiennent le droit de vote à dix huit ans, et doivent être âgés d'au moins vingt et un an pour pouvoir se porter candidats.

### Avant 2018
Avant la réforme électorale votée en 2018 et mise en œuvre pour la première fois lors des législatives d'avril 2020, l'assemblée était composée de 9 à 11 députés dont 7 élus au scrutin majoritaire uninominal à un tour dans autant de circonscriptions uninominales. Aux deux membres ex officio s'ajoutaient deux autres nommés par le gouverneur d'anguilla.